# Parancistrocerus trepidus
Parancistrocerus trepidus är en stekelart som först beskrevs av Edoardo Zavattari 1912.
Parancistrocerus trepidus ingår i släktet Parancistrocerus och familjen Eumenidae. Inga underarter finns listade i Catalogue of Life.